# Massepha longipennis
Massepha longipennis là một loài bướm đêm trong họ Crambidae.